# República de Florència
La República de Florència (en italià: Repubblica fiorentina) fou un estat que va existir a la península Itàlica als territoris centrats a la ciutat de Florència entre 1197 i 1532 (baixa edat mitjana i principis de l'edat moderna). La República com a tal existí en tres moments històrics determinats, entre els quals s'intercala l'ascens al poder de la Dinastia Mèdici, els quals exerciran el seu poder sobre la ciutat sense desmantellar però les institucions republicanes. Formalment vassall del Sacre Imperi Romanogermànic, car l'emperador normalment exercia el títol de rei d'Itàlia, aquest vassallatge no impedí el floriment d'una república altament urbanitzada i seu principal en les arts del Renaixement italià.

## La comuna de Florència
Després de la desaparició de la Marca de Toscana, amb la mort de Matilde de Canossa, les principals ciutats d'aquest antic territori fronterer de l'Imperi Carolingi, Pisa, Siena, Lucca i Florència, instituïren ciutats estats independents. Florència prengué el control de la seva part de la plana de la Toscana. El primer període s'inicià amb la creació de la Comuna de Florència (equivalent a l'actual municipi) l'any 1197, organitzada al voltant d'un sistema d'elecció republicà. Aquest sistema funcionà fins que Cosme el Vell aconseguí el poder efectiu sobre la ciutat, transformant-la a la pràctica en la Senyoria de Florència. Si bé no va abolir les institucions municipals, sí que creà una República hereditària per als seus descendents.
L'expansionisme de Verona va acabar per molestar la República de Venècia, que va formar una Lliga Antiscaligera amb Florència, a la qual es van unir el Senyoriu de Milà, Màntua i Ferrara el 1337. El conflicte es va acabar el 24 de gener de 1339 amb el tractat de pau mediat per Lluís I Gonzaga i va fer perdre als della Scala la majoria dels seus guanys recents: Venècia va conservar Treviso, el senyoriu de Carrara sobre Pàdua es va confirmar amb l'addició de Bassano i Castelbaldo, i Florència va rebre les ciutats de Buggiano, Pescia, Altopascio i Colle, però Lucca va romandre en mans veroneses. Com que Venècia no tenia cap interès a debilitar massa els della Scala en benefici dels Visconti, se'ls va permetre retenir Vicenza.
Els Albizzi van transformar la República de Florència d'una comuna a un estat territorial, com havien fet Venècia o Milà, expandint-se per la Toscana i absorbint Volterra en 1361, Arezzo el 1384, els dominis de Paolozzo II della Faggiuola en 1394, Pisa 1406 i Liorna en 1421, però després de la ruïnosa situació de Florència amb el fracàs de la guerra amb la República de Lucca, al setembre de 1434, es consumà la derrota de l'oligarquia güelfa de Rinaldo Albizzi i s'hi establí la facció democràtica de Cosme de Medici, al que va succeir el seu fill Pere i després el seu net Llorenç. El 9 d'abril de 1454 el Tractat de Lodi va posar fi a les guerres de Llombardia i va garantir 40 anys de pau estable a la península italiana, afavorint l'eclosió artística i literària del Renaixement.

## La República de Savonarola
El 1494 Pere II de Mèdici fou acusat de sumir-se a les demandes del rei Carles VIII de França, el qual tenia ambicions en territori italià. En aquell moment el dominic Girolamo Savonarola, ajudat del poble florentí, abolí la Senyoria dels Mèdici i instaurà un autèntic sistema republicà. La mort d'aquest, a mans de la Inquisició, el 1498 no comportà la desaparició de la República, sinó que el 1502 Pier Soderini fou nomenat gonfaloniere o, cosa que és el mateix, l'abanderat i líder de la ciutat.
La república, però, va perdre la seva ètica i justificació política a causa de diversos casos de corrupció el 1512. En aquell moment el papa Juli II i la Lliga Santa decidiren emprendre una acció armada contra la ciutat, així tropes espanyoles, sota el comandament de Ramon Folc de Cardona, ocuparen Mugello i aixecaren setge a Prato i Campi Bisenzio. Davant d'aquesta acció Soderini fugí de la ciutat i tornaren al poder els Mèdici, amb el cardenal Giovanni di Lorenzo de Mèdici, que fou nomenat senyor de la ciutat..

## La república de 1527
El tercer govern autènticament republicà s'inicià el 16 de maig de 1527 després de la crisi de relacions entre el papa Climent VII (membre de la família Mèdici) i l'emperador Carles V del Sacre Imperi Romanogermànic, i que finalitzà amb el Saqueig de Roma. En aquell moment el poble florentí veié en els Mèdici el principal mal per a la ciutat, caient en desgràcia, i expulsà del poder Alexandre de Mèdici. El papa, però, l'any 1529 s'alià amb l'emperador (abandonant la Santa Lliga), que per reinstaurar Alexandre al poder, va envair la Toscana la tardor de 1529 i va iniciar el setge de Florència.
La república va poder resistir la invasió durant uns mesos, però finalment, degut a la traïció dels mercenaris que havien contractat, va haver d'abandonar Volterra als imperialistes. Amb la mort del seu millor capità, Francesco Ferruccio, executat per les tropes imperials al final de la batalla de Gavinana, els republicans van perdre les últimes esperances. La ciutat va capitular el 10 d'agost de 1530.
L'any 1532 el mateix papa Climent VIII nomenà Alexandre de Mèdici duc de Florència, iniciant una nova etapa de la ciutat.

## Governants
- 1197 - 1434:

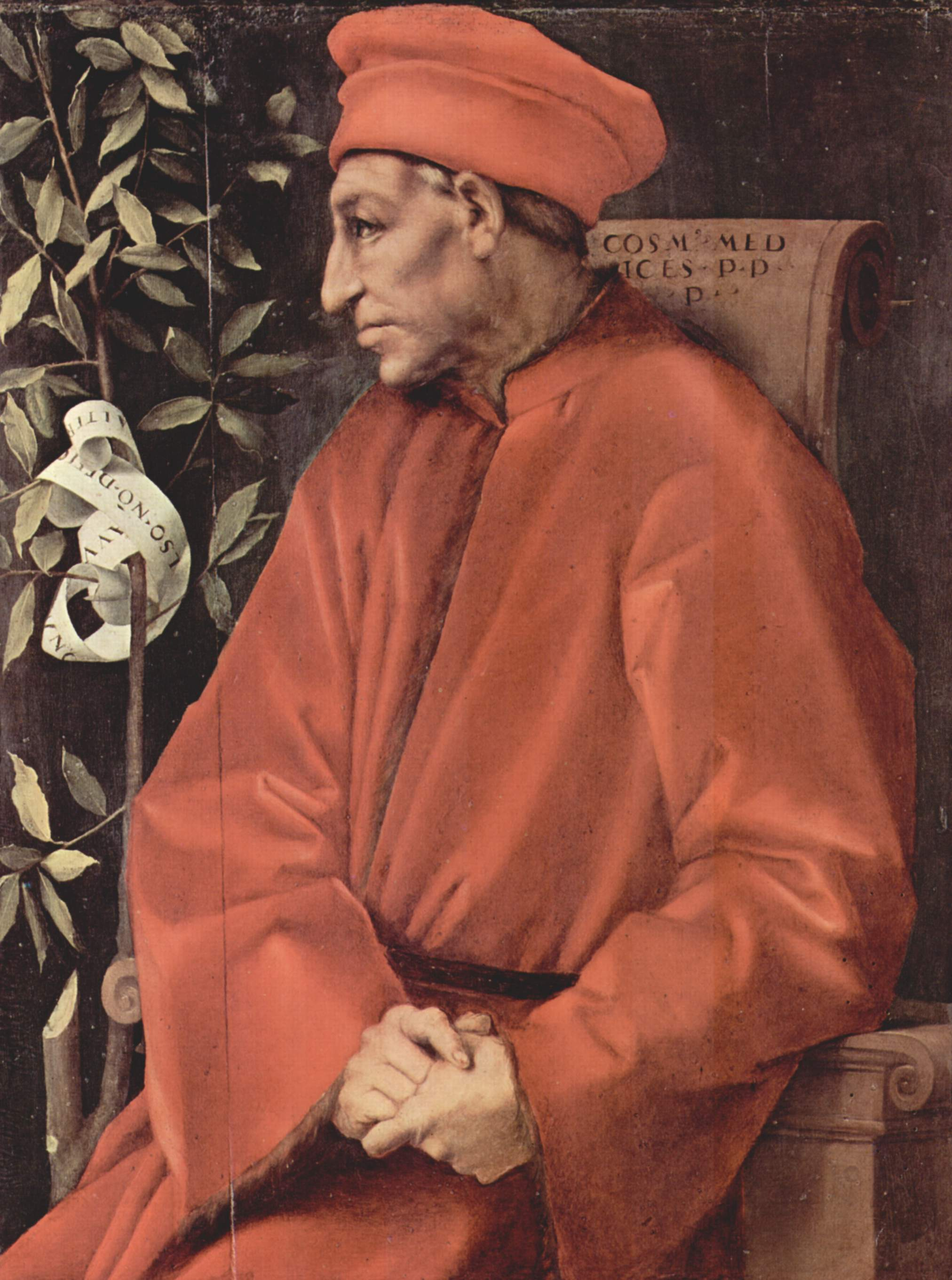
Imatge de Cosme el Vell

- govern dels vicaris imperials 1116-1173
  - Conrat de Scheiern, marquès 1120-1127
  - Enric (Duc de Baviera i Saxònia) 1135-1139
  - Ulric de Attems, marquès 1139-1152
  - Welf de Baviera (Duc de Spoleto 1152-1160) 152-1162
  - Rinald de Colònia 1160-1163
  - Cristià de Magúncia 1163-1173
- Govern municipal (lluites entre güelfs i gibel·lins) 1173-1249
- Felip de Suàbia, vicari imperial 1195-1197
- Expulsió dels güelfs i constitució del Primo Popolo 1249-1250
- Manfred, rei de Sicília 1260-1266
- Guiu Novello 1261-1266
- Govern dels podestà bolonyesos 1266-1267
- Carles I d'Anjou rei de Sicília 1267-1279
- Govern dels 14, 1280-1282
- Govern dels 3, 1282-1301
- Institució del govern dels Gonfalonieri 1293
- Carles de Valois, senyor 1301-1302
- govern dels negres 1302-1313
- Robert d'Anjou, rei de Nàpols 1313-1322
- Carles d'Anjou (fill), senyor 1325-1327
- Govern dels 300 1327-1342
- Gualter de Brienne, senyor 1342-1343
- Govern del Gonfalonieri i dels 3, 1343-1378
- Govern dels minuti 1378-1382
- Piero degli Albizzi 1375-1378
- Salvestro Medicis 1378-1382
- Michele di Lando 1378-1382
- govern oligàrquic dels maggiori 1382-1434
- Maso degli Albizzi 1382-1417
- Rinaldo degli Albizzi 1417-1434
- Joan I de Medici (revoltat) 1421-1429

Gonfalonieri
- 1434 - 1464: Cosme el Vell (fill de Joan I)
- 1464 - 1469: Pere I de Mèdici
- 1469 - 1478: Julià de Mèdici
- 1478 - 1492: Llorenç el Magnífic
- 1492 - 1494: Pere II de Mèdici
- 1494 - 1512: Restauració de la República, Govern del consell general 
  - 1494 - 1498: Girolamo Savonarola
  - 1502 - 1512: Pier Soderini
- 1512 - 1513: Giovanni di Lorenzo de Mèdici, futur papa Lleó X
- 1514 - 1519: Llorenç II de Mèdici
- 1519 - 1523: Giulio di Medici cardenal, futur papa Climent VII
- 1523 - 1527: Hipòlit de Mèdici
- 1523 - 1527: Alexandre de Mèdici
- 1527 - 1530: Restauració de la República, Creació del Gonfalonieri di giustizia
- 1530 - 1532: Alexandre de Mèdici. el 1532 Alexandre de Mèdici és nomenat duc per part de Climent VIII